# Anton Blomgren
Anton Blomgren (...) è un giocatore di football americano svedese, che gioca come wide receiver per gli Stockholm Mean Machines..

## Palmarès
- 2 SM-final (2019, 2022)